# Орёл Саладина
Орёл Саладина (араб. نسر صلاح الدين‎: Наср Саладин; "арабский орёл") — геральдическая фигура, используемая как символ арабского национализма, а также как отличительный знак в вооруженных силах ряда арабских государств. Изображение впервые появляется как барельеф в цитадели Каира и ассоциируется с эпохой египетского султана Саладина, который стал символом сопротивления крестоносцам в XII веке. С 1952 года используется как государственный символ Египта. С 1963 года этот образ принят в символике Ирака. В 1969—1971 годах орёл Саладина был эмблемой Ливии, а в 1962—1990 годах — Северного Йемена.

«Орёл Саладина» символизирует власть, красоту и суверенность.

Орёл Саладина на гербе Объединенной Арабской Республики (1958-1961)

## Описание

Личный штандарт Саладина, в котором жёлтый - цвет Айюбидов, а двуглавый орёл - символ Зангидов

Птица изображена стоящей на двух мощных лапах с когтями. Крылья подняты вверх и широко раскрыты, голова птицы повернута геральдически вправо. Для изображения орла использованы два цвета — жёлтый, соответствующий геральдическому золотому, и чёрный, который присутствует в прорисовке крыльев и хвостового оперения.
На груди у орла находится щит, окрашенный в цвета государственного флага. В лапах находится свиток с названием страны.